# Ledum
Ledum és un gènere de plantes amb flor dins la família de les ericàcies, inclou 8 espècies d'arbusts de fulla persistent que són originaris de zones temperades fredes i subàrtiques (tundra) de l'hemisferi nord. Es coneixen també com Te del Labrador, ja que se'n fan infusions que s'hi assemblen.
Els estudis genètics recents evidencien que aquestes 8 espècies de Ledum s'han d'incloure en realitat com una secció botànica del gènere Rhododendron i a més, seguint les normes de la taxonomia canvia el nom específic de cadascun.
Espècies
Aquestes espècies dins la secció Ledum del gènere Rhododendron, són:
- Ledum decumbens = Rhododendron subarcticum Harmaja
- Ledum glandulosum = Rhododendron neoglandulosum Harmaja
- Ledum groenlandicum = Rhododendron groenlandicum (Oeder) Kron & Judd
- Ledum hypoleucum = Rhododendron hypoleucum (Kom.) Harmaja
- Ledum macrophyllum = Rhododendron tolmachevii Harmaja
- Ledum palustre = Rhododendron tomentosum Harmaja
- Ledum palustre var. diversipilosum = Rhododendron diversipilosum (Nakai) Harmaja
- Ledum subulatum = Rhododendron subulatum (Nakai) Harmaja

Híbrids
- Ledum columbianum = Rhododendron × columbianum (R. groenlandicum × R. neoglandulosum) és un híbrid natural.

## Usos
Algunes espècies com L. groenlandicum s'han fet servir com a substitutiu del te Te del Labrador. Altres espècies tenen divers grau de toxicitat com L. glandulosum.